# Slovani v Spodnji Panoniji
Zgodnji Slovani so se naselili v vzhodnem in južnem delu nekdanje rimske province Panonije. Z izrazom Spodnja Panonija (latinsko Pannonia inferior, madžarsko Alsó-pannoniai grófság, hrvaško Donja Panonija, srbsko Доња Панонија) so se označevali predeli Panonske nižine vzhodno in južno od reke Rabe in delili na Zgornjo in Spodnjo Panonijo, podedovano iz rimske terminologije.
Od sredine 6. do konca 8. stoletja sta bila regija in slovansko prebivalstvo pod oblastjo Avarov. Po uničenju Avarskega kaganata je oblast v regiji prevzelo Frankovsko cesarstvo. Oblast Frankov je trajala do madžarske osvojitve Karpatske kotline okoli leta 900.
V frankovskem obdobju so Spodnjo Panonijo upravljali lokalni slovanski vladarji  pod suverenostjo frankovskih kraljev. Znotraj frankovskega upravnega sistema je v Zgornji Panoniji nastala Panonska marka pod neposredno frankovsko oblastjo preko frankovskih grofov, medtem ko so Spodnjo Panonijo kot kneževino upravljali lokalni slovanski knezi pod vrhovno frankovsko oblastjo. V 9. stoletju sta frankovsko nadvlado v Spodnji Panoniji izpodbijala Prvo bolgarsko cesarstvo in Velikomoravska.
V 10. stoletju je madžarsko osvajanje Karpatske kotline razdelilo slovanske skupnosti v regiji na dvoje, kar je pripeljalo do oblikovanja Zahodnih in Južnih Slovanov.

## Ozadje
Rimska oblast v panonski regiji je v 5. stoletju propadla. Oblast so prevzeli Huni, Goti in za njimi Langobardi. Med vladanjem bizantinskega cesarja Justina II. (565–578) so po langobardsko-gepidski vojni leta 567 v Panonijo vdrli Avari, ki so nato okoli leta 568 osvojili skoraj celotno Panonsko nižino. Možno je, da so v 5. stoletju v času hunske prevlade v regijo prišle manjše skupine Starih Slovanov. Slovani so se v Panonsko nižino zagotovo naseljevali v 6. in 7. stoletju, ko so tam vladali Avari.

## Kneževina
Med frankovsko vojno proti Avarom so Letopisi Frankovskega kraljestva omenjali Vonomirusa Sclavusa (Vojnomir Slovan ali Zvonomir Slovan), ki je deloval leta 795. Furlanski vojvoda Erik je poslal Vojnomirja z njegovo vojsko v Panonijo med Donavo in Tiso, kjer so ropali avarska gospostva. Naslednje leto so bili Avari poraženi in frankovska oblast se je razširila proti vzhodu do srednjega toka Donave. Sredi 9. stoletja je bila Spodnja Panonija že naseljena s slovansko večino. Poleg »panonskih Slovanov« so bili tam še Dulebi in morda nekaj Hrvatov. leta 873 so bili v Spodnji Panoniji tudi pokrščeni  Avari.
Po propadu avarske države so panonski Slovani prišli pod frankovsko oblast.  Nekateri lokalni slovanski knezi pod frankovsko vrhovno oblastjo v Panonski marki so znani iz frankovskih virov. V Letopisih Frankovskega kraljestva je bil kot knez v Spodnji  Panoniji omenjen Ljudevit (latinsko Liudeviti, ducis Pannoniae inferioris), ki je vodil upor proti Frankom (811–822). Njegovi motivi niso znani, vendar se domneva, da ga je vodila želja po večji avtonomiji. Pridružili so se mu Karantanci, Kranjci in domnevno Slovani okoli Salzburga, podpiral pa ga je gradeški patriarch Fortunat. Njegovo glavno oporišče je bilo v Sisku (latinsko Siscia), nekdanji metropoli starorimske province Pannonia Savia. Natančne meje njegove kneževine so negotove, saj je izraz Spodnja Panonija  lahko pomenil  tako dežele med rekama Dravo in Savo kot dežele severno od njiju in vzhodno od njiju v nekdanji rimski provinci Pannonia Secunda (današnji Srem). Njegova oblast je verjetno segala še bolj proti vzhodu, ker naj bi se mu v uporu pridružilo tudi pleme Timočanov iz doline Timoka v današnji vzhodni Srbiji.
Po Ljudevitovem neuspešnem uporu in smrti so leta 827 Bolgari pod vodstvom velikega kana Omurtaga vdrli in osvojili Spodnjo Panonijo in dele frankovskih ozemelj na severu in namestili svoje guvernerje. Nemški kralj Ludvik je leta 828 izvedel protinapad in Furlansko marko razdelil na štiri grofije. Ena od njih je bila verjetno zgodnja vojvodina Hrvaška, ki je obsegala tudi ozemlje okoli Siska. Panonija je ponovno postala del Panonske marke. Obe marki sta bili vazala Vzhodnofrankovske države. Naslednje leto so Bolgari ponovno napadli in vrerjetno osvojili vzhodni del Panonske nižine.
Leta 838 se je  kot novi vladar v Spodnji Panoniji okoli Drave in Save pojavil lokalni slovanski knez Ratimir. Vladal je verjetno vzhodnim delom Panonije in bil bolgarski guverner. K njemu je pobegnil Pribina, nekdanji knez Nitranske kneževine, ki ga je izgnal Mojmir I. Moravski. Istega leta je frankovski grof Ratbod iz Vzhodne marke odstavil Ratimirja in okrepil frankovsko oblast v Spodnji Panoniji. Ratimir je pobegnil iz dežele, Franki pa so za novega vladarja Spodnje Panonije postavili slovanskega kneza Pribino. Pribino († 861) je nasledil njegov sin Kocelj. V času njune vladavine je bil glavni grad Spodnjepanonske kneževine Mosapurc (Mosapurc regia civitate), staroslovansko Blatnograd,  sodobni Zalavár pri Blatnem jezeru. Kneževina je bila vazal Frankovskega cesarstva ali mejna grofija (comitatus) Vzhodnega Frankovskega kraljestva. Sprva jo je vodil knez (Pribina), kasneje pa komes (Kocelj), ki se je naslavljal comes de Sclauis (grof Slovanov). Njuna oblast je segala od Ptuja na jugozahodu do reke Rabe na severovzhodu, Baranje na jugovzhodu in Donave na vzhodu.
V Kocljevem času je bil v Spodnji Panoniji aktiven bizantinski misijonar Metod. V to obdobje je datirano pismo papeža Janeza VIII. nekemu duxu Mutimirju, ki se običajno šteje za Mutimirja Vlastimirovića. Pismo govori o ustanovitvi panonske škofije s sedežem v Sirmiju. Njen škof je na Kocljevo željo postal Metod.
Potek dogodkov do konca 9. stoletja je nejasen. Čeprav še vedno pod frankovskim vplivom, je nova grožnja za Franke postal Svetopolk I. Moravski.  Zadnji knez Spodnje Panonije, vsaj med letoma 884 in 896, je bil Braslav. Braslav je sprva vladal na ozemlju med Savo in Dravo kot vazal Arnulfa Koroškega. Arnulf mu je kasneje predal Spodnjo Panonijo, da bi zavaroval frankovsko mejo pred novo grožnjo – Madžari, ki so že osvojili Velikomoravsko. Madžari so kljub temu zavzeli celotno Panonsko nižino in nadaljevali pohod proti Italiji.

## Zapuščina
Po vzponu Ogrske kneževine sredi 890. let, zlasti po bitki pri Bratislavi leta 907, na območju Spodnje Panonije ni več dokumentiranih slovanskih vladarjev. Madžarska osvojitev je ločilo Zahodne Slovane od Južnih Slovanov, kar je vplivalo na oblikovanje novih slovanskih entitet.  Nedavne arheološke najdbe kažejo, da je bila meja Južnimi Slovani in Ogrsko nekje severno od Siska.

## Arheologija
Pokopavanje pokojnih in z njim povezani obredi kažejo na mešanje različnih kulturnih in etničnih vplivov. Nekateri poganski običaji in obredi se niso spremenili niti po frankovski zmagi nad Avari in pokristjanjenju. Opazni so  na primer pokopavanje v vrstah, pogostitev ob pogrebu in stepski pogrebni obred s konjem in opremo. Domače in večinoma stalno naseljeno  slovansko prebivalstvo je asimiliralo Avare in postalo del avarsko-slovanske srednjedonavske kulture. Sedov je menil, da so bili ti Slovani mešanica Sklavenov praško-korčaške kulture in predvsem Antov plenkovske in ipotesti-kandestinske kulture z nekaterimi artefakti martinovske kulture. Staroselci so sprva asimilirali del Madžarov, v 10. stoletju pa so se sami zlili z večinskimi Madžari.

## Vladarji
Kontinuiteta slovanskih vladarjev v Spodnji Panoniji ni jasna. Vladarji niso bili dosledno del vladajoče dinastije, za razliko od tistih na severu (Mojmirjeva hiša) in na jugu (Trpimirjeva hiša).
- Vojnomir (ok. 790–810)
- Ljudevit (ok. 810–823)
- Ratimir (ok. 829–838)
- Pribina (ok. 846–861)
- Kocelj (ok. 861–876)
- Braslav (ok. 882–896)